# Cirrhilabrus beauperryi
Cirrhilabrus beauperryi là một loài cá biển thuộc chi Cirrhilabrus trong họ Cá bàng chài. Loài này được mô tả lần đầu tiên vào năm 2008.

## Từ nguyên
Từ định danh được đặt theo tên của Beau Perry, con trai của Claire và Noel Perry, nhân dịp sinh nhật của cậu bé theo ý muốn của hai vợ chồng Perry, là những nhà từ thiện đã đóng góp cho Tổ chức Bảo tồn Quốc tế.

## Phạm vi phân bố và môi trường sống
C. beauperryi được tìm thấy tại Papua New Guinea và quần đảo Solomon. Loài này sinh sống gần các rạn san hô trên nền đá vụn ở độ sâu khoảng 5–32 m, trong các đầm phá và vùng biển ngoài khơi.

## Mô tả
Chiều dài lớn nhất được ghi nhận ở C. beauperryi là 8,5 cm.
Cá đực có màu tía, chuyển thành màu xanh lam ở bụng. Vùng lưng có màu vàng nâu hoặc vàng lục. Toàn bộ cơ thể, trừ vùng màu vàng ở lưng, đều được phủ dày đặc bởi các đốm màu xanh lam óng, bao gồm các vây (trừ vây ngực). Các vây có viền xanh óng, trừ vây ngực trong suốt không đốm. Vây lưng có một sọc màu tím sẫm ở gốc dọc theo chiều dài vây. Vây bụng có các tia rất dài. Cá đực mùa giao phối có màu sắc sẫm và nổi bật hơn, các đốm xanh cũng trở nên ánh kim.
Số gai ở vây lưng: 11; Số tia vây ở vây lưng: 9; Số gai ở vây hậu môn: 3; Số tia vây ở vây hậu môn: 9; Số tia vây ở vây ngực: 15; Số gai ở vây bụng: 1; Số tia vây ở vây bụng: 5; số lược mang: 17–20.

## Phân loại học
C. balteatus là một thành viên của nhóm phức hợp loài Cirrhilabrus temminckii và là loài chị em gần nhất với Cirrhilabrus punctatus.

## Thương mại
C. beauperryi ít được thu thập ngành trong ngành buôn bán cá cảnh.